# Umkreis

Unregelmäßiges Achteck mit Umkreis

In der ebenen Geometrie ist ein Umkreis ein Kreis, der durch alle Eckpunkte eines Polygons (Vielecks) geht.
Nicht für jedes Polygon existiert ein solcher Umkreis. Allgemein besitzt ein konvexes Polygon genau dann einen Umkreis, wenn die Mittelsenkrechten aller Seiten einander in einem Punkt schneiden. In diesem Fall ist der gemeinsame Punkt der Mittelpunkt des Umkreises.

## Umkreis eines Dreiecks

Dreieck mit Mittelsenkrechten und Umkreis

Eine besonders große Bedeutung hat der Umkreis in der Dreiecksgeometrie. Jedes (nichtentartete) Dreieck besitzt einen Umkreis, wie im Folgenden begründet wird.
Alle Punkte der Mittelsenkrechten zu {\displaystyle [AB]} sind von {\displaystyle A} und {\displaystyle B} gleich weit entfernt. Entsprechend haben die Punkte der Mittelsenkrechten zu {\displaystyle [BC]} übereinstimmende Entfernungen von {\displaystyle B} und {\displaystyle C}. Der Schnittpunkt dieser beiden Mittelsenkrechten ist daher von allen drei Ecken ({\displaystyle A}, {\displaystyle B} und {\displaystyle C}) gleich weit entfernt (er existiert, weil die drei Eckpunkte eines Dreiecks nicht kollinear sind). Er muss also auch auf der dritten Mittelsenkrechten liegen. Zeichnet man um diesen Schnittpunkt einen Kreis, der durch eine Ecke des Dreiecks geht, so müssen auch die anderen Ecken auf diesem Kreis liegen.
Der Umkreismittelpunkt, also der Schnittpunkt der Mittelsenkrechten, zählt zu den ausgezeichneten Punkten des Dreiecks. Er trägt die Kimberling-Nummer {\displaystyle X_{3}}.

### Sonderfälle
- Beim spitzwinkligen Dreieck liegt der Umkreismittelpunkt im Inneren des Dreiecks.
- Beim rechtwinkligen Dreieck ist der Mittelpunkt der Hypotenuse zugleich Umkreismittelpunkt (siehe Satz des Thales).
- Beim stumpfwinkligen Dreieck (mit einem Winkel über 90°) befindet sich der Umkreismittelpunkt außerhalb des Dreiecks.

### Radius
Der Umkreisradius eines Dreiecks lässt sich mit dem Sinussatz berechnen:
{\displaystyle r_{u}={\frac {a}{2\cdot \sin(\alpha )}}={\frac {b}{2\cdot \sin(\beta )}}={\frac {c}{2\cdot \sin(\gamma )}}}
Dabei stehen die Bezeichnungen {\displaystyle a,b,c} für die Seitenlängen und {\displaystyle \alpha ,\beta ,\gamma } für die Größen der den Seiten mit den Längen {\displaystyle a,b,c} gegenüberliegenden Innenwinkel. Durch Erweitern obiger Brüche mit einer Dreiecksseite entstehen Formeln mit den Höhen {\displaystyle h_{a},h_{b}} und {\displaystyle h_{c}} der von {\displaystyle A<,B} bzw. {\displaystyle C} ausgehenden Höhen des Dreiecks {\displaystyle ABC}:
{\displaystyle r_{u}={\frac {ab}{2h_{c}}}={\frac {bc}{2h_{a}}}={\frac {ca}{2h_{b}}}}
Der Flächeninhalt {\displaystyle A} lässt sich z. B. mit Hilfe der heronischen Formel berechnen und es gilt
{\displaystyle r_{u}={\frac {a\cdot b\cdot c}{4\cdot A}}}.
Für den Spezialfall des gleichseitigen Dreiecks ergibt das
{\displaystyle r_{u}={\frac {a}{\sqrt {3}}}}.

### Koordinaten
Die kartesischen Koordinaten {\displaystyle (x_{u},y_{u})} des Umkreismittelpunkts können aus den kartesischen Koordinaten der Eckpunkte berechnet werden. Die Koordinaten der drei Eckpunkte seien {\displaystyle (x_{1},y_{1})}, {\displaystyle (x_{2},y_{2})} und {\displaystyle (x_{3},y_{3})}.
Mit den Determinanten
| {\displaystyle A={\begin{vmatrix}x_{1}&y_{1}&1\\x_{2}&y_{2}&1\\x_{3}&y_{3}&1\end{vmatrix}},} | {\displaystyle B={\begin{vmatrix}x_{1}^{2}+y_{1}^{2}&y_{1}&1\\x_{2}^{2}+y_{2}^{2}&y_{2}&1\\x_{3}^{2}+y_{3}^{2}&y_{3}&1\end{vmatrix}},} | {\displaystyle C={\begin{vmatrix}x_{1}^{2}+y_{1}^{2}&x_{1}&1\\x_{2}^{2}+y_{2}^{2}&x_{2}&1\\x_{3}^{2}+y_{3}^{2}&x_{3}&1\end{vmatrix}},} | {\displaystyle D={\begin{vmatrix}x_{1}^{2}+y_{1}^{2}&x_{1}&y_{1}\\x_{2}^{2}+y_{2}^{2}&x_{2}&y_{2}\\x_{3}^{2}+y_{3}^{2}&x_{3}&y_{3}\end{vmatrix}}} |

ergibt sich
{\displaystyle x_{u}={\frac {B}{2A}}}, {\displaystyle y_{u}={\frac {-C}{2A}}} und {\displaystyle r_{u}={\sqrt {{\frac {B^{2}+C^{2}}{4A^{2}}}+{\frac {D}{A}}}}}.
Liegen die Punkte auf einer Geraden, so ist {\displaystyle A=0} und es gibt keine Lösung.
Ohne Determinanten formuliert gilt:
Mit
{\displaystyle d=2(x_{1}(y_{2}-y_{3})+x_{2}(y_{3}-y_{1})+x_{3}(y_{1}-y_{2}))}
erhält man die kartesischen Koordinaten des Umkreismittelpunkts durch
{\displaystyle x_{u}={\frac {(x_{1}^{2}+y_{1}^{2})(y_{2}-y_{3})+(x_{2}^{2}+y_{2}^{2})(y_{3}-y_{1})+(x_{3}^{2}+y_{3}^{2})(y_{1}-y_{2})}{d}},}
{\displaystyle y_{u}={\frac {(x_{1}^{2}+y_{1}^{2})(x_{3}-x_{2})+(x_{2}^{2}+y_{2}^{2})(x_{1}-x_{3})+(x_{3}^{2}+y_{3}^{2})(x_{2}-x_{1})}{d}}}.
| Umkreismittelpunkt eines Dreiecks {\displaystyle \left(X_{3}\right)} | Umkreismittelpunkt eines Dreiecks {\displaystyle \left(X_{3}\right)}                                                                                 |
| -------------------------------------------------------------------- | --- |
| Trilineare Koordinaten                                               | {\displaystyle \cos \alpha \,:\,\cos \beta \,:\,\cos \gamma } {\displaystyle a(b^{2}+c^{2}-a^{2})\,:\,b(c^{2}+a^{2}-b^{2})\,:\,c(a^{2}+b^{2}-c^{2})} |
| Baryzentrische Koordinaten                                           | {\displaystyle \sin(2\alpha )\,:\,\sin(2\beta )\,:\,\sin(2\gamma )}                                                                                  |

Der Umkreis selbst hat in baryzentrischen Koordinaten {\displaystyle (x:y:z)} die Gleichung
{\displaystyle a^{2}yz+b^{2}xz+c^{2}xy=0.}

### Koordinaten mithilfe von Inkreis und Ankreisen

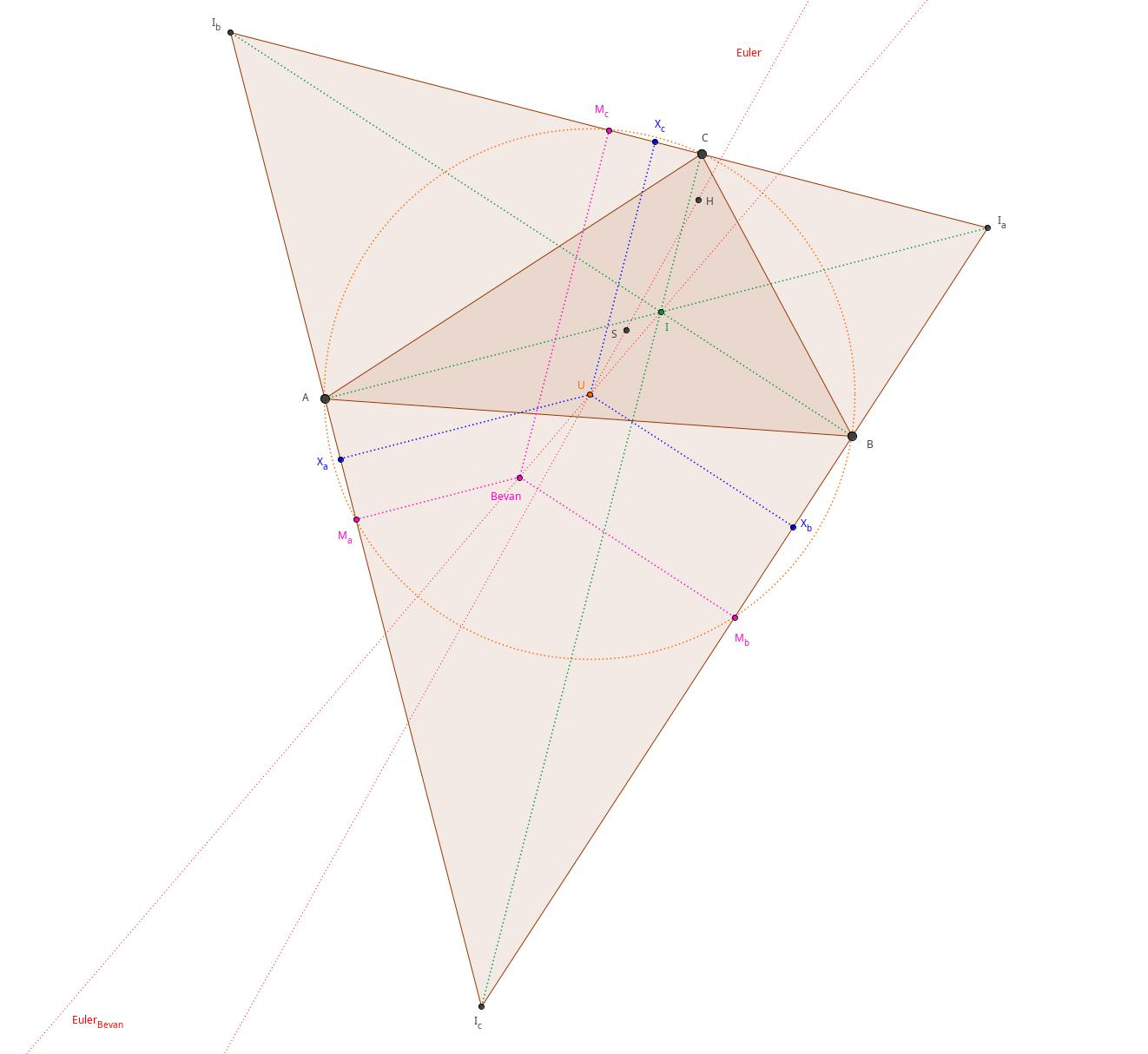

Der Mittelpunkt des Umkreises ist der Schwerpunkt der Mittelpunkte von Inkreis und Ankreisen:
{\displaystyle U={\frac {1}{4}}\cdot (I+I_{a}+I_{b}+I_{c})}
Im Bevan-Dreieck {\displaystyle \triangle I_{a}I_{b}I_{c}} ist der Inkreismittelpunkt {\displaystyle I} der Höhenschnittpunkt, die Eckpunkte {\displaystyle A,B,C} sind dort die Höhenfußpunkte und der Umkreismittelpunkt {\displaystyle U} des Dreiecks {\displaystyle \triangle ABC} ist gleichzeitig der Mittelpunkt des Feuerbachkreises des Bevan-Dreiecks. Die Mittelpunkte {\displaystyle M_{a},M_{b},M_{c}} der Seiten des Bevan-Dreiecks liegen also ebenfalls auf dem Umkreis {\displaystyle U}.
In der Mitte zwischen {\displaystyle A} und {\displaystyle M_{a}} liegt dann der Fußpunkt der Senkrechten, die durch den Mittelpunkt des Feuerbachkreises des Bevan-Dreiecks (also durch {\displaystyle U}) führt, er heiße {\displaystyle X_{a}}. Es gilt:
{\displaystyle X_{a}={\frac {1}{2}}\cdot (A+M_{a})={\frac {1}{2}}\cdot \left(A+{\frac {1}{2}}\cdot (I_{b}+I_{c})\right)={\frac {1}{2}}\cdot A+{\frac {1}{4}}\cdot (I_{b}+I_{c})}
Von dort aus gehen wir rechtwinklig (parallel zur Winkelhalbierenden {\displaystyle w_{a}}) und vereinbaren:
{\displaystyle U_{a}:=X_{a}+{\frac {1}{4}}\cdot (I-A)+{\frac {1}{4}}\cdot (I_{a}-A)={\frac {1}{4}}\cdot (I+I_{a}+I_{b}+I_{c})}
Völlig analog definieren wir {\displaystyle X_{b},X_{c}} sowie {\displaystyle U_{b},U_{c}} und erhalten:
{\displaystyle U_{a}=U_{b}=U_{c}={\frac {1}{4}}\cdot (I+I_{a}+I_{b}+I_{c})}
Mithin hat {\displaystyle U} die behaupteten Koordinaten.

### Weitere Eigenschaften
- Der Umkreismittelpunkt liegt wie der Schwerpunkt und der Höhenschnittpunkt auf der eulerschen Geraden.
- Nach dem Südpolsatz schneidet sich die Mittelsenkrechte einer Dreiecksseite mit der Winkelhalbierenden des gegenüberliegenden Winkels stets auf dem Umkreis.
- Die Entfernung zwischen Umkreismittelpunkt und Inkreismittelpunkt beträgt {\displaystyle {\sqrt {R(R-2r)}}}, wobei {\displaystyle R} den Umkreisradius und {\displaystyle r} den Inkreisradius bezeichnet (Satz von Euler).
- Die Summe der vorzeichenbehafteten Abstände des Umkreismittelpunktes von den Dreiecksseiten ist gleich der Summe aus Umkreis- und Inkreisradius (siehe Satz von Carnot).
- Der Satz vom Dreizack stellt einen Zusammenhang zwischen Umkreis und Inkreis her.
- Der Umkreis ist der geometrische Ort aller Punkte, deren Orthogonalprojektionen auf die Dreiecksseiten kollinear sind.[4]

### Verallgemeinerung: Mittellotensatz
Die Aussage, dass sich die Mittelsenkrechten der Dreiecksseiten in einem Punkt schneiden, wird in der synthetischen Geometrie als Mittellotensatz bezeichnet. Dort kann für allgemeinere affine Ebenen, in denen kein Abstandsbegriff und damit keine „Kreise“ definiert sind, gezeigt werden, dass dieser Satz äquivalent zum Höhenschnittpunktsatz ist. → Siehe dazu Höhenschnittpunkt und präeuklidische Ebene.

### Umkreise von Dreiecken aus einem orthozentrischen Quadrupel

Beweisfigur

Gegeben sei ein Dreieck {\displaystyle ABC} und sein Höhenschnittpunkt {\displaystyle H}. Dann haben die von drei der vier Punkte {\displaystyle A}, {\displaystyle B}, {\displaystyle C} und {\displaystyle H} gebildeten Dreiecke kongruente Umkreise.
Die vier Punkte {\displaystyle A}, {\displaystyle B}, {\displaystyle C} und {\displaystyle H} werden auch als orthozentrisches Quadrupel bezeichnet.
Beweis:
Ohne Beschränkung der Allgemeinheit wird die Kongruenz der Umkreise für die beiden Dreiecke {\displaystyle ABC} und {\displaystyle ABH} gezeigt.
Im Dreieck {\displaystyle ABE} ergänzen sich der rot markierte Winkel {\displaystyle \angle HBF} und der Winkel {\displaystyle \angle FAE} zu 90°. Ebenso ergänzen sich im Dreieck {\displaystyle CAF} der rot markierte Winkel {\displaystyle \angle ECH} und der Winkel {\displaystyle \angle FAE} zu 90°. Hieraus folgt, dass die beiden rot markierten Winkel gleich groß sind.
Der Punkt {\displaystyle P} ist der zweite Schnittpunkt des Umkreises des Dreiecks {\displaystyle ABC} mit der verlängerten Dreieckshöhe durch {\displaystyle C}. Der rot markierte Winkel {\displaystyle \angle ECH} und der grün markierte Winkel {\displaystyle \angle FBP} sind als Umfangswinkel am Kreisbogen über {\displaystyle AP} gleich groß. Damit sind auch der rot markierte Winkel {\displaystyle \angle HBF} und der grün markierte Winkel {\displaystyle \angle FBP} gleich groß. Folglich sind nach dem Kongruenzsatz WSW dann auch die rechtwinkligen Dreiecke {\displaystyle BHF} und {\displaystyle PBF} kongruent. Somit sind nach dem Kongruenzsatz SWS auch die Dreiecke {\displaystyle ABH} und {\displaystyle BAP} kongruent, also sind auch ihre Umkreise kongruent.
Da der Umkreis des Dreiecks {\displaystyle BAP} auch der des Dreiecks {\displaystyle ABC} ist und die Umkreise der Dreiecke {\displaystyle ABH} und {\displaystyle BAP} kongruent sind, haben auch die Dreiecke {\displaystyle ABC} und {\displaystyle ABH} kongruente Umkreise. Damit ist die Aussage bewiesen.

## Umkreise anderer Vielecke
Während beim Dreieck stets ein Umkreis existiert, trifft dies bei Vielecken (Polygonen) mit mehr als drei Ecken nur in besonderen Fällen zu.
Vierecke, die einen Umkreis haben, werden Sehnenvierecke genannt. Spezialfälle sind gleichschenklige Trapeze, also auch Rechtecke und Quadrate.
Unabhängig von der Eckenzahl hat jedes regelmäßige Polygon einen Umkreis. Für den Umkreisradius eines regelmäßigen {\displaystyle n}-Ecks mit der Seitenlänge {\displaystyle a} gilt:
{\displaystyle R={\frac {a}{2\sin {\frac {180^{\circ }}{n}}}}}

## Verwandte Begriffe
- Der Inkreis eines Vielecks ist ein Kreis, der alle Seiten dieses Vielecks berührt. Der Inkreis eines Dreiecks stellt einen besonders wichtigen Spezialfall dar. Er gehört mit dem Umkreis und den drei Ankreisen zu den besonderen Kreisen der Dreiecksgeometrie.

- Überträgt man die Definition des Umkreises auf den (dreidimensionalen) Raum, so erhält man den Begriff der Umkugel, also einer Kugel, auf der alle Eckpunkte eines gegebenen Polyeders (Vielflächners) liegen.